# Рахівські гори

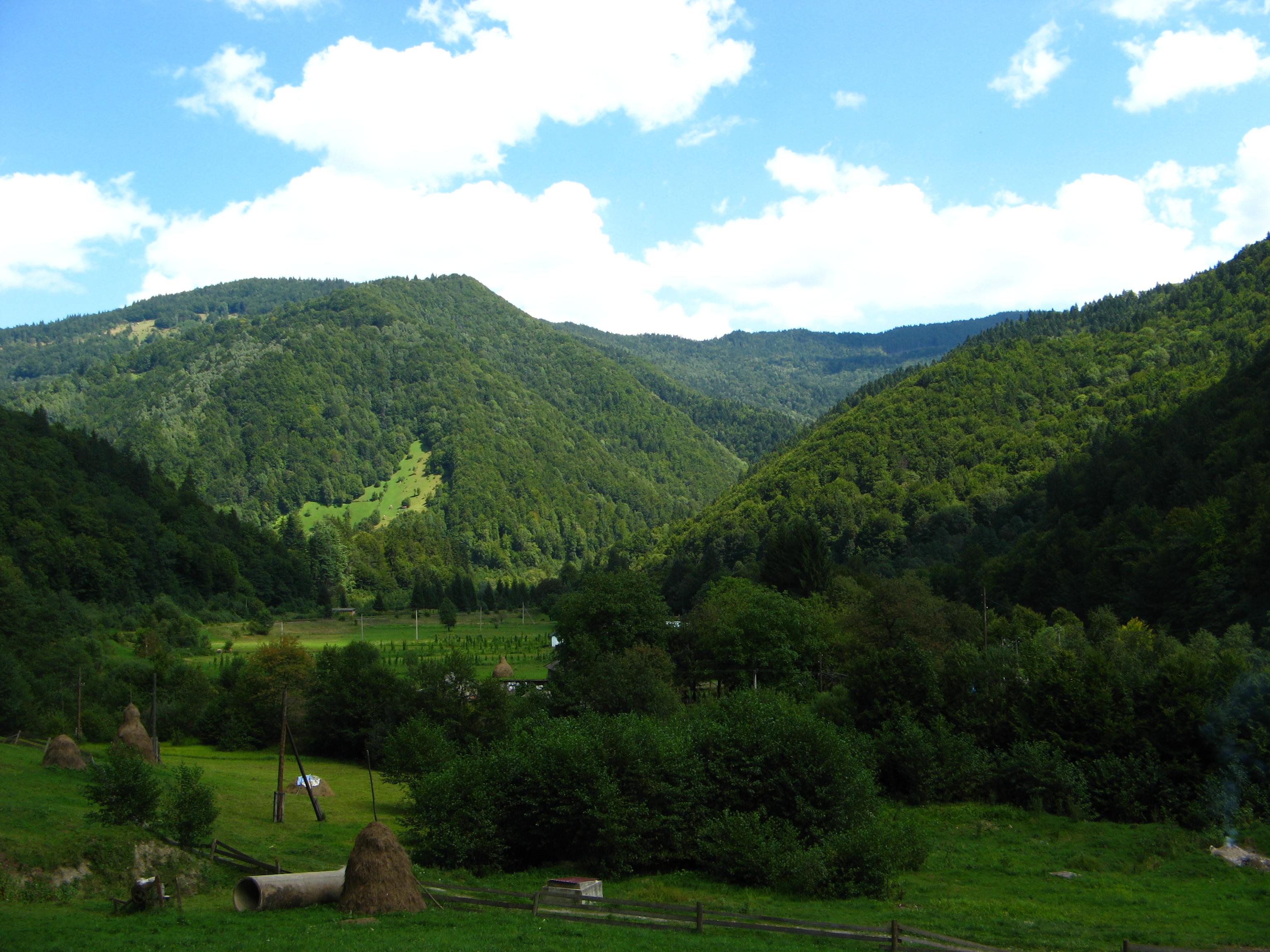
Західні схили Рахівських гір

Ра́хівські го́ри (інша назва — Гуцульські Альпи) — гірський масив в Українських Карпатах. Розташований на півдні Рахівського району (звідси й назва) Закарпатської області.

## Географія
Рахівські гори є північно-західною частиною Мармароського масиву. Із заходу обмежені річкою Тисою, з півночі — Білою Тисою, зі сходу — південно-східними відногами Чорногори, з півдня — українсько-румунським кордоном. 

## Опис
Дехто помилково відносить до Рахівських гір південну частину південно-східної відноги Свидовецького масиву, на якій розташований Кузійський заповідник. 
В межах Рахівських гір розташований Мармароський заповідний масив Карпатського біосферного заповідника.

## Фотографії Рахівських гір

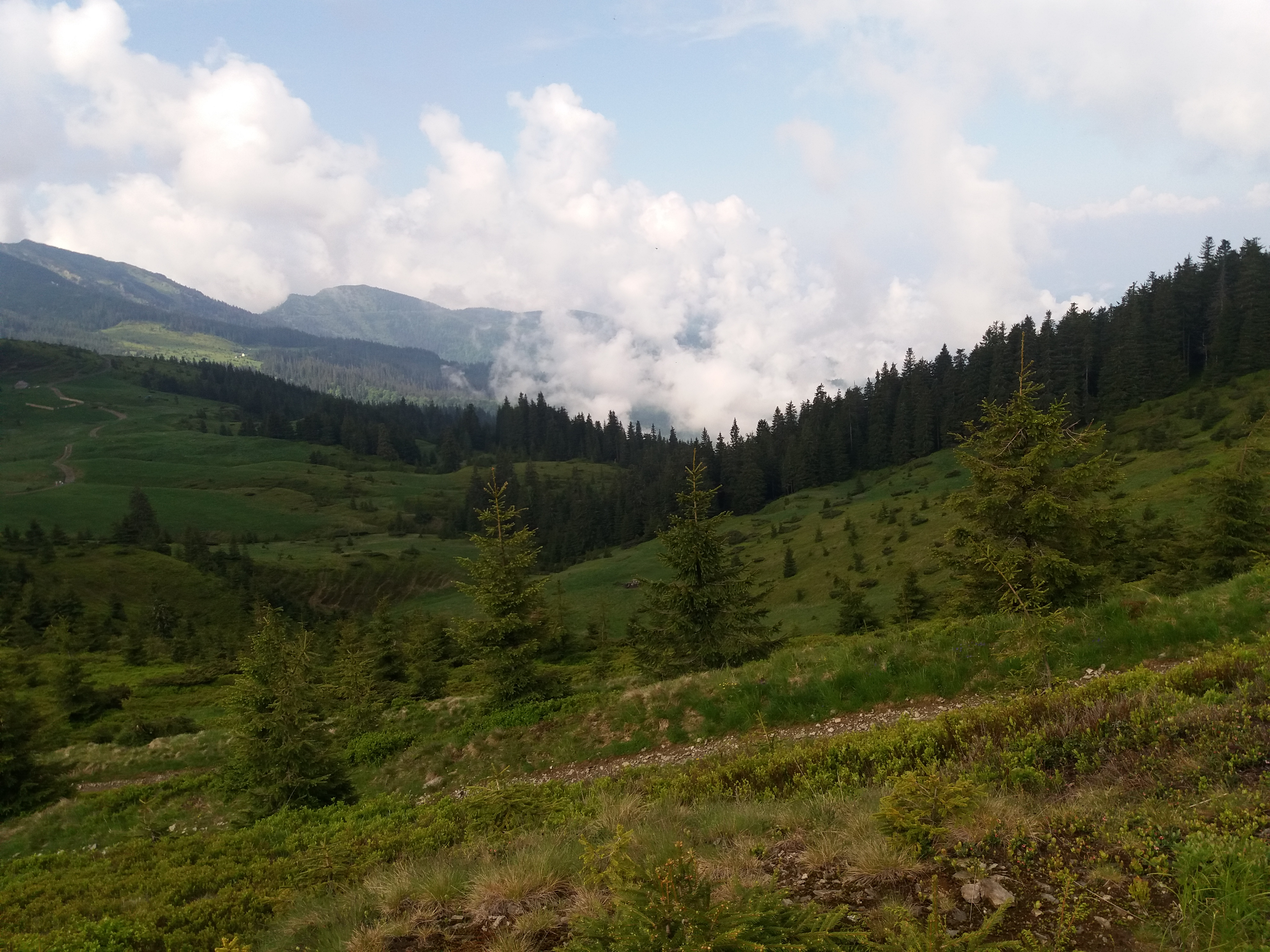
Ранок в Мармароському заповідному масиві
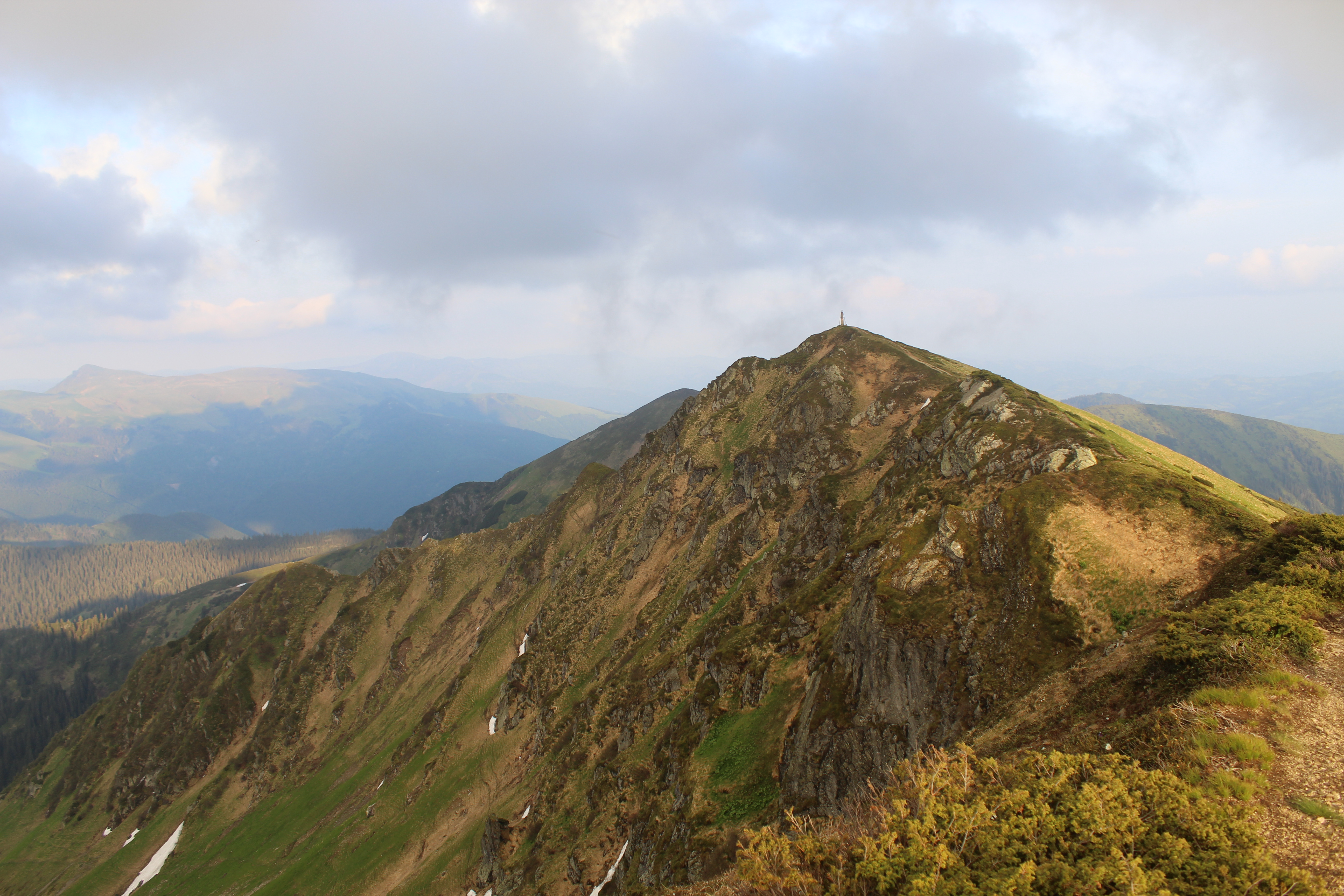
Рахівські гори
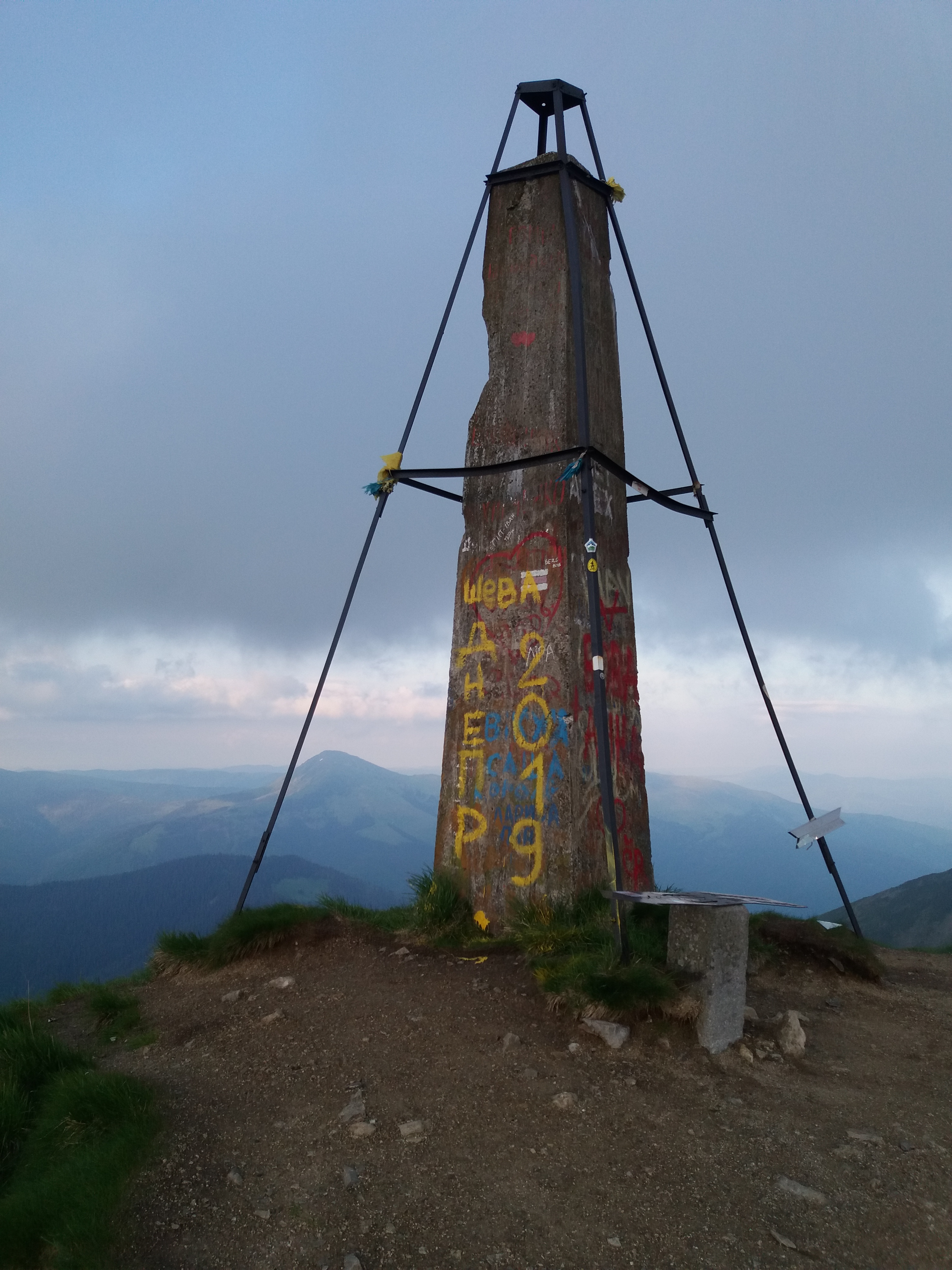
Рахівські гори, г. Піп Іван Мармароський
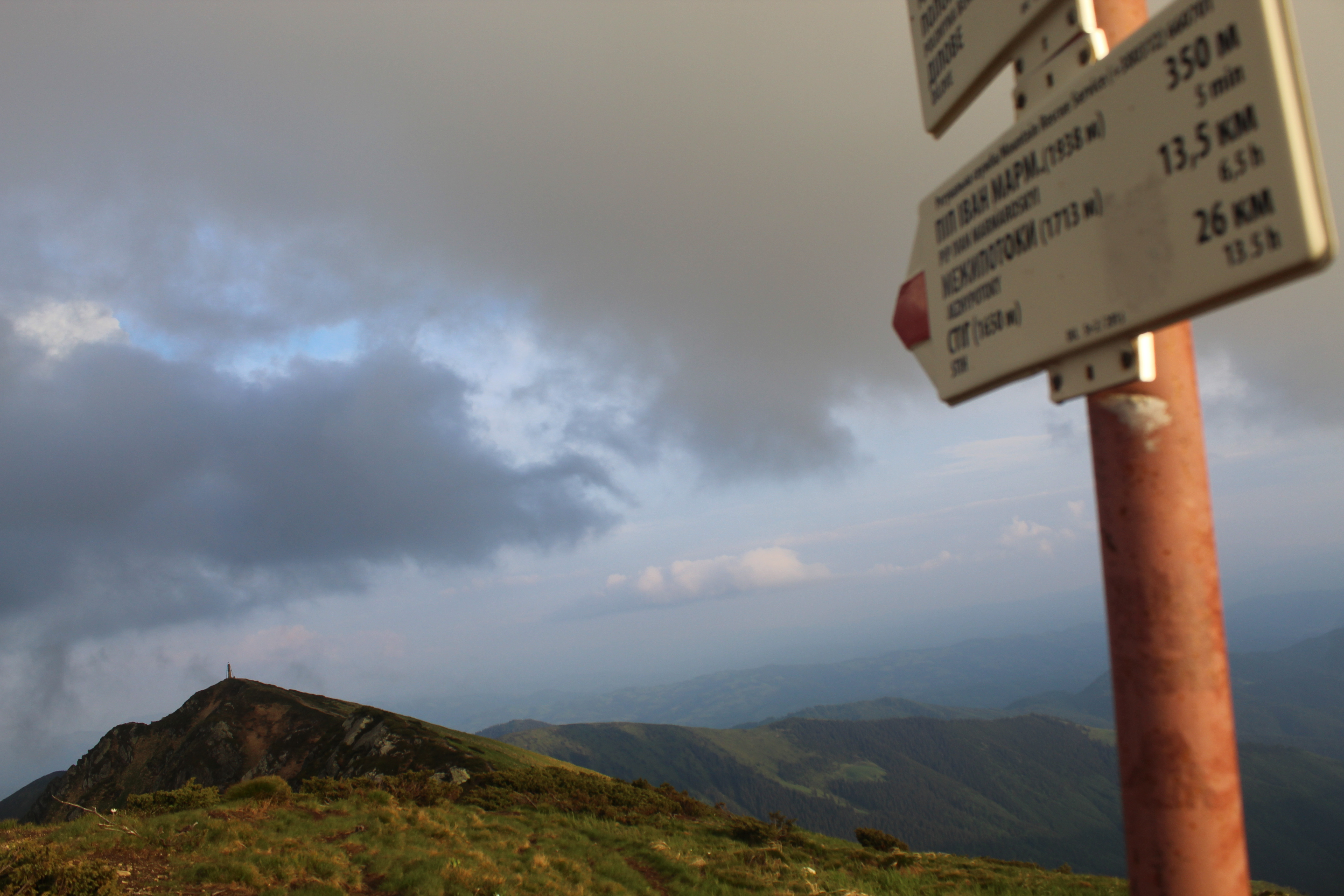
Рахівські гори, гуцульські Альпи